# Jesús Carranza, Chihuahua
Jesús Carranza är en ort i Mexiko.   Den ligger i kommunen Juárez och delstaten Chihuahua, i den norra delen av landet, 1 500 km nordväst om huvudstaden Mexico City. Jesús Carranza ligger 1 101 meter över havet och antalet invånare är 509.
Terrängen runt Jesús Carranza är platt. Runt Jesús Carranza är det ganska glesbefolkat, med 26 invånare per kvadratkilometer. Närmaste större samhälle är Juárez y Reforma, 8,5 km sydost om Jesús Carranza. Trakten runt Jesús Carranza består till största delen av jordbruksmark.